# Nachal Geres
Nachal Geres (hebrejsky: נחל גרס) je vádí v Izraeli, v Judských horách v Jeruzalémském koridoru.
Začíná v nadmořské výšce přes 700 metrů u obce Cur Hadasa. Směřuje pak k jihozápadu rychle se zahlubujícím údolím se zalesněnými svahy podél severního okraje hory Har Kitron, u níž leží lokalita zaniklého osídlení Chirbet Geres (חרבת גרס). Z jihu míjí vesnici Mata a pak zprava ústí do vádí Nachal Sansan, na jihovýchodním okraji hory Har Chanot.